# 2417-es mellékút (Magyarország)
A 2417-es számú mellékút egy négy számjegyű országos közút Heves vármegyében, a Mátra délkeleti lábainál.

## Nyomvonala
A 3-as főútból ágazik ki észak felé, nem sokkal annak 110. kilométere után, Kápolna területén. Fő iránya gyakorlatilag végig északi marad, illetve többé-kevésbé párhuzamosan húzódik a Kisterenye–Kál-Kápolna-vasútvonallal és a Tarnával, azok nyomvonalától keletre.
Másfél kilométer után átlép Tófalu területére, majd a 3. kilométerénél már Aldebrőn jár. A 3+900-as kilométerszelvénye közelében ágazik ki belőle az aldebrői vasúti megállóhelyhez vezető 24 311-es út, majd Feldebrő déli részén, a 6+300-as kilométerszelvénye közelében beletorkollik a 24 132-es út. 8 kilométer után már Verpelét területén húzódik, ott is ér véget, a 2416-os útba torkollva, annak a 27+600-as kilométerszelvényénél.
Az országos közutak térképes nyilvántartását szolgáló kira.gov.hu adatbázisa szerint a teljes hossza 10,425 kilométer.

## Települések az út mentén
- Kápolna
- Tófalu
- Aldebrő
- Feldebrő
- Verpelét

## Története
1934-ben a kereskedelem- és közlekedésügyi miniszter 70 846/1934. számú rendelete a teljes hosszában harmadrendű főúttá nyilvánította, további mai mellékúti útszakaszokkal együtt, 214-es útszámozással. (Az akkori 214-es főút Sirok, Pétervására és Zabar érintésével egészen az országhatárig húzódott.) 
Egy dátum nélküli, feltehetőleg 1950 körül készült közúthálózati térkép ugyanazzal a számozással jelöli, de a 214-es út akkor csak Kápolna és Sirok között húzódott.